# Xeroftàlmia
La xeroftàlmia és una malaltia dels ulls caracteritzada per sequedat persistent, rugositat i vermellor de la conjuntiva i opacitat de la còrnia. El terme procedeix del grec ξηρός, xeros (sec)+οφθαλμός, ophthalmós  (ull).
És el nom genèric del símptoma, que pot ser degut, entre altres causes, a una disminució de la funció de les glàndules lacrimals; HI ha altres malalties més específiques que causen l'ull sec com per exemple la queratoconjuntivitis seca

## Causes
Múltiples causes poden generar la xeroftàlmia. És més freqüent en adults grans. A continuació s'enuncien algunes malalties que la provoquen.
- La malnutrició, i particularment deficiència de vitamina A.[4]
- Síndrome de Sjögren[5]
- Artritis reumatoide i altres malalties reumatològiques
- Cremades químiques o tèrmiques
- Fàrmacs com atenolol, clorfeniramina, hidroclorotiazida, isotretinoïna, ketorolac, ketotifè, levocabastina, levofloxacina, oxibutinina, tolterodina

## Símptomes
Amb el transcurs de la malaltia ocorre un engrossiment de la còrnia i disminució de l'agudesa visual. Altres símptomas de la xeroftàlmia són coïssor, sensació de cos estrany, picor o pruïja, lleganyes i enrogiment conjuntival.

## Diagnòstic
Per diagnosticar l'absència de lacrimació es realitza una prova de Schirmer, que consisteix a penjar una tira de paper assecant del parpella inferior i observar quanta longitud del paper es xopa de llàgrimes.

## Tractament
El tractament ha de ser el de la malaltia de base que el causa. Els corticoides poden ser eficaços en la fase inicial. Quan es demostri deficiència de vitamina A s'administra en suplements vitamínics. La pilocarpina és un fàrmac que augmenta la producció lacrimal. Alguns preparats (llàgrimes artificials) per al tractament simptomàtoc consisteixen en solucions de hipromelosa i gels de carbòmer, que s'apliquen sobre la conjuntiva.